# Crap
Crap, Andreas Crap, wł. Thomas Döppner (ur. 28 maja 1970 w Wolfsburgu) – niemiecki gitarzysta, członek zespołu Neue Deutsche Härte Oomph!.

## Życiorys
Urodził się w Wolfsburgu w Dolnej Saksonii, gdzie dorastał ze swoim kolegą z zespołu, Dero Goi. Mieszkali w tym samym wynajmowanym domu i bawili się razem w piasku. Obaj zaczęli grać w szkole podstawowej. Zbudowali „instrumenty” z paczek Persila. Swoją pierwszą gitarę miał w wieku siedmiu lat, a mając dziesięć lat zaczął tworzyć muzykę, używając kartonów, perkusji i wielu samodzielnie wykonanych instrumentów. Miał już 15 lat, kiedy razem z Dero stworzył pierwszy zespół Phaze grając na syntezatorze.
Wśród twoich ulubionych zespołów i wykonawców są: The Beatles, The Doors, AC/DC, Depeche Mode, Anne Clark, Kraftwerk, Les Rita Mitsouko, The Cure, The Art of Noise, The Sisters of Mercy, The Smiths, Iggy Pop, Einstürzende Neubauten, Extrabreit, Metallica, Red Hot Chili Peppers i David Bowie.